# Bentley R Type
Pour les articles homonymes, voir Bentley et Rolls-Royce.
La Bentley R Type ou Bentley Serie R est une automobile berline de luxe du constructeur automobile britannique Bentley (filiale de Rolls-Royce) produite à 2323 exemplaires, déclinés en de nombreuses carrosseries entre 1952 à 1955. 

## Historique
Ce modèle est présenté au salon de l'automobile de Londres 1952 pour remplacer la Bentley Mark VI, avec pour nom de projet d'origine Bentley Mark VII, puis Bentley R Type ou Bentley Serie R. Le nom R Type, provient du nom du châssis « RT » développé par le bureau d'étude du chef de projet Rolls-Royce Ivan Evernden. Elle conserve l'avant des Bentley Mark VI, avec entre autres un coffre deux fois plus important.

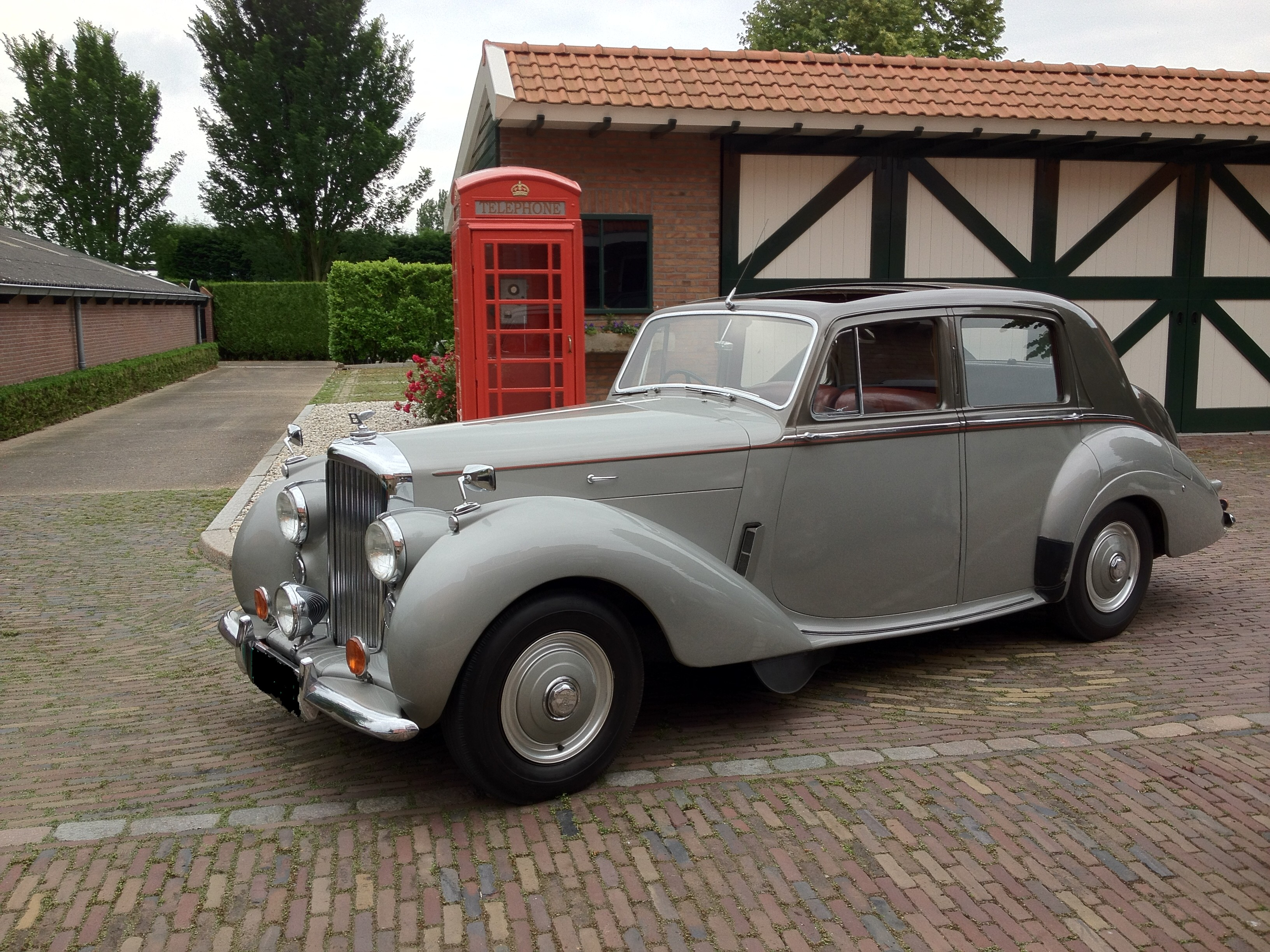
Bentley R-Type Standard Steel Saloon 1953
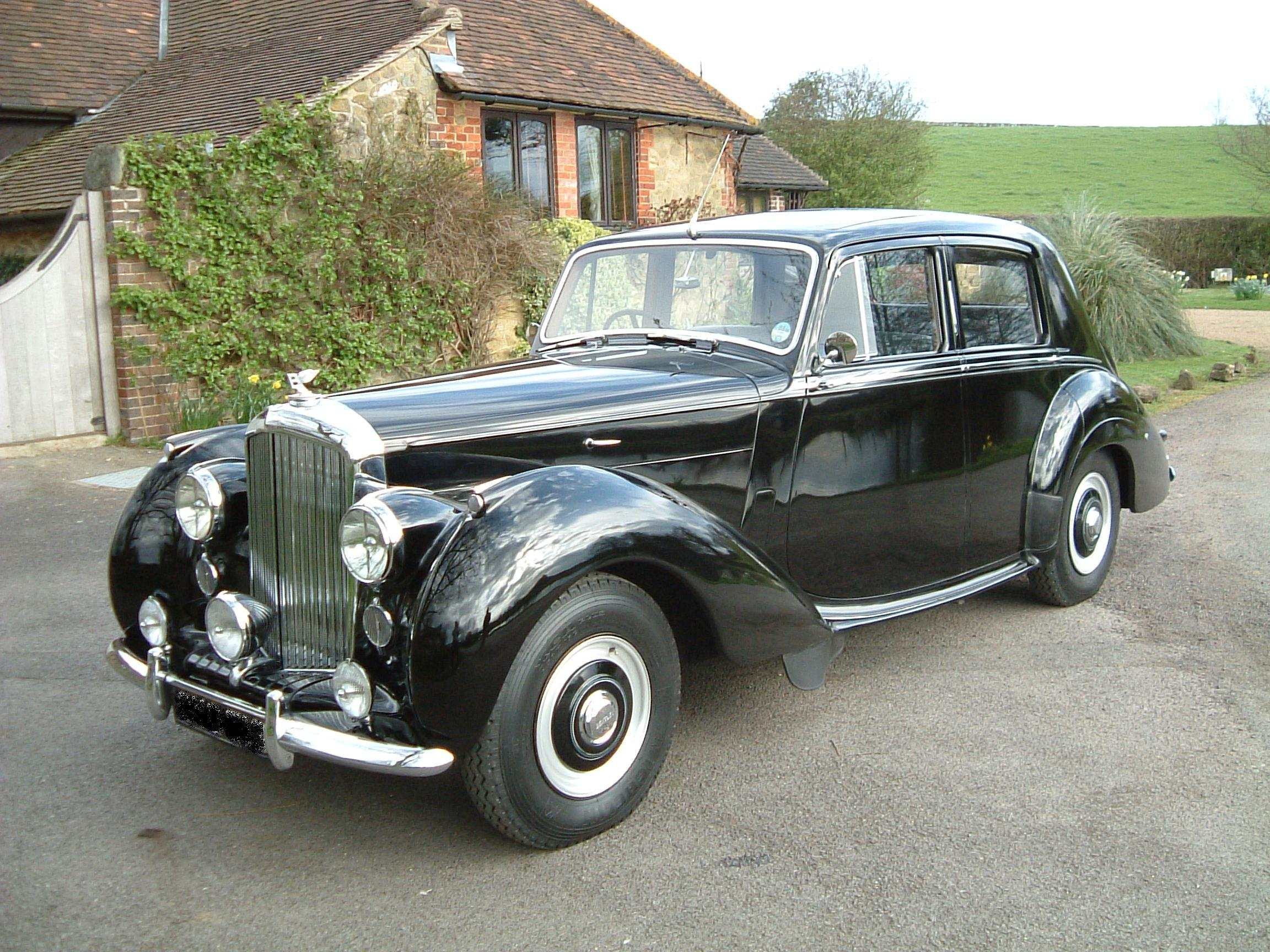
Bentley R-Type Standard Steel Saloon
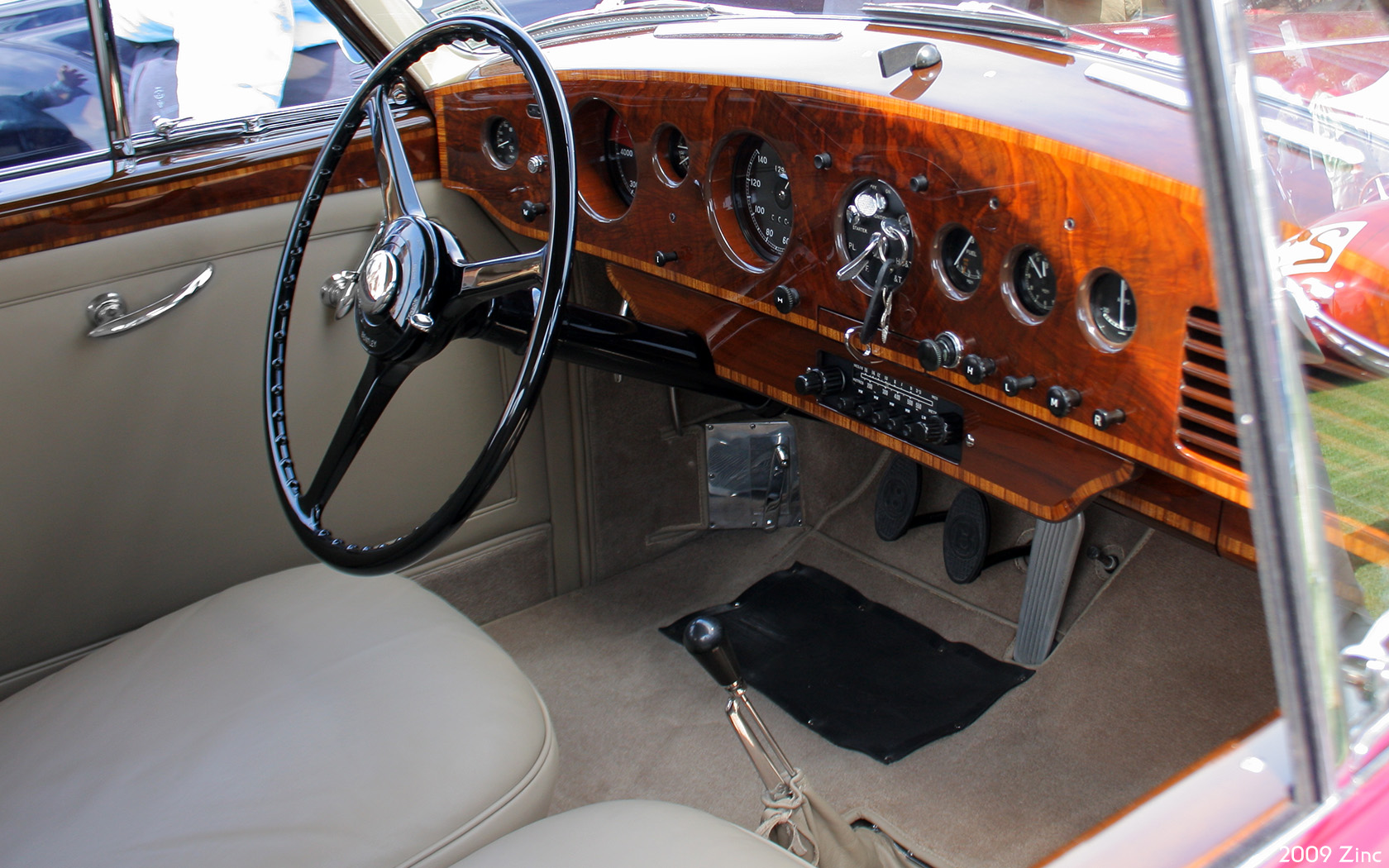
Habitacle en cuir et ronce de noyer

Dernier modèle de Bentley à différer de la gamme de la maison mère Rolls-Royce, concurrente des Rolls-Royce Silver Wraith, Rolls-Royce Silver Dawn, Rolls-Royce Phantom IV, Jaguar Mark VII, Lagonda 3-Litre, et autres Delahaye type 235..., elle est une des voitures berlines quatre places les plus luxueuses, confortables, rapides, et les plus chères de son époque (vendue 7608 Livre sterling de l'époque).

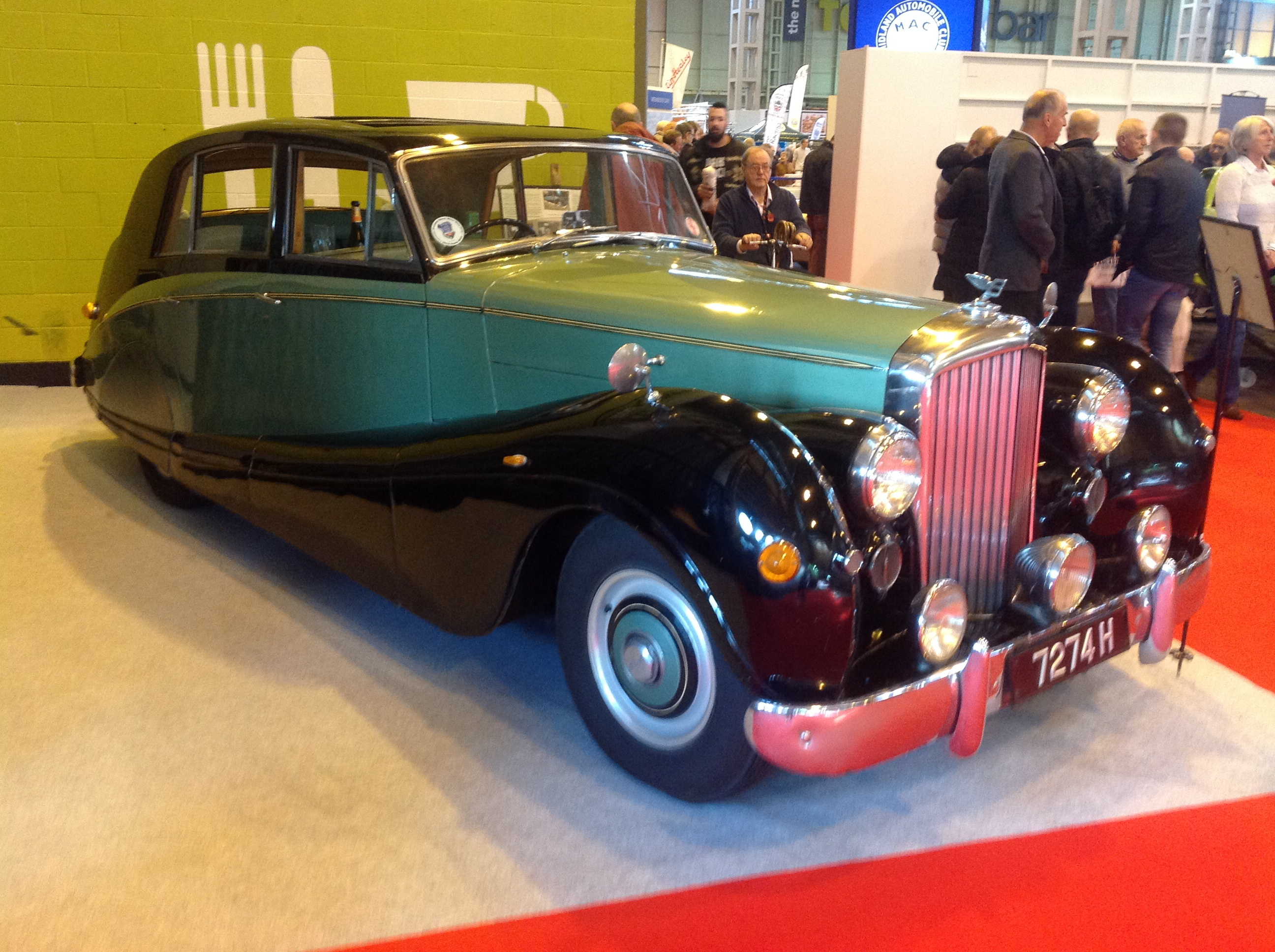
Freestone and Webb 1952
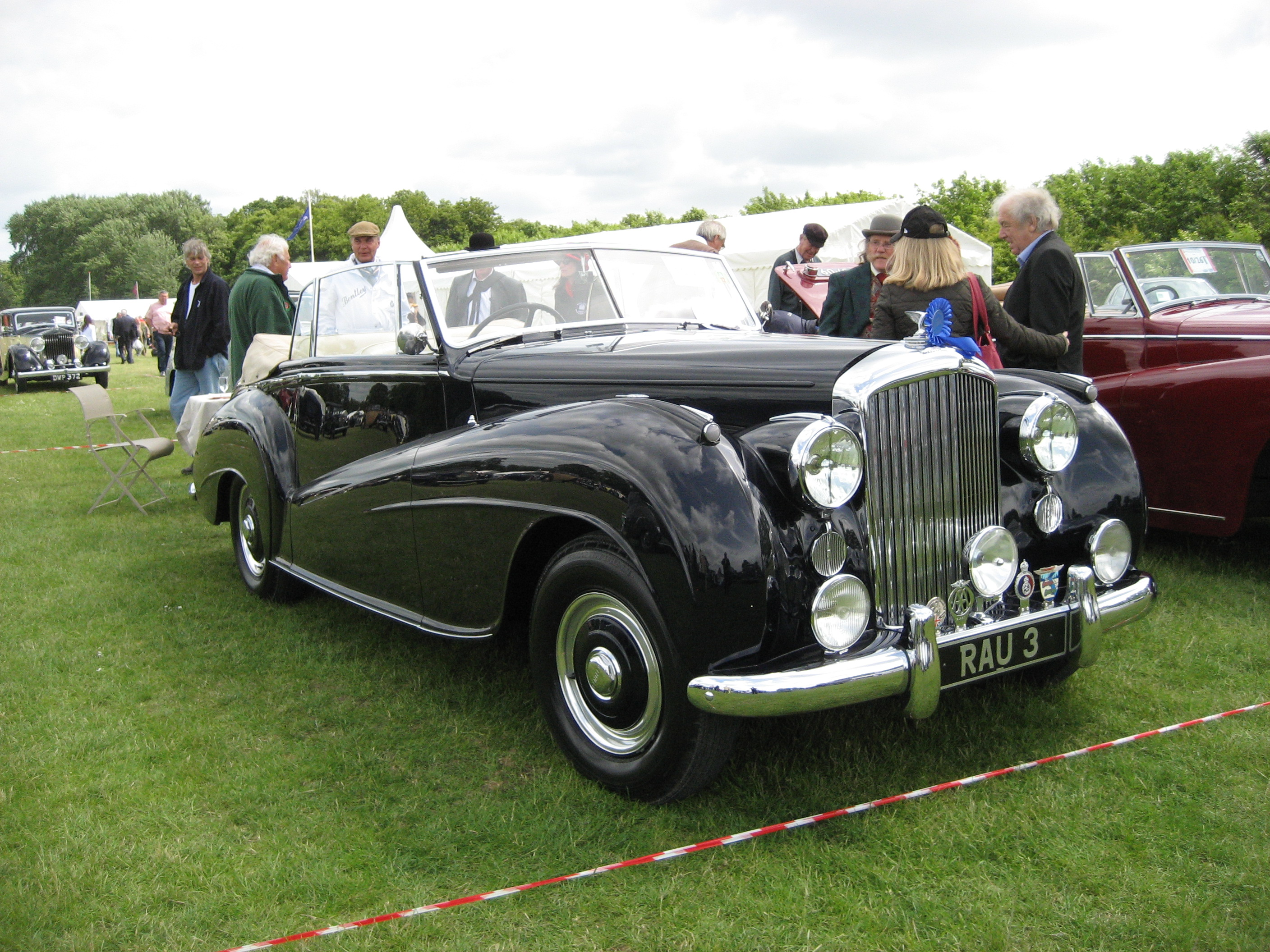
Cabriolet H. J. Mulliner & Co. 1953
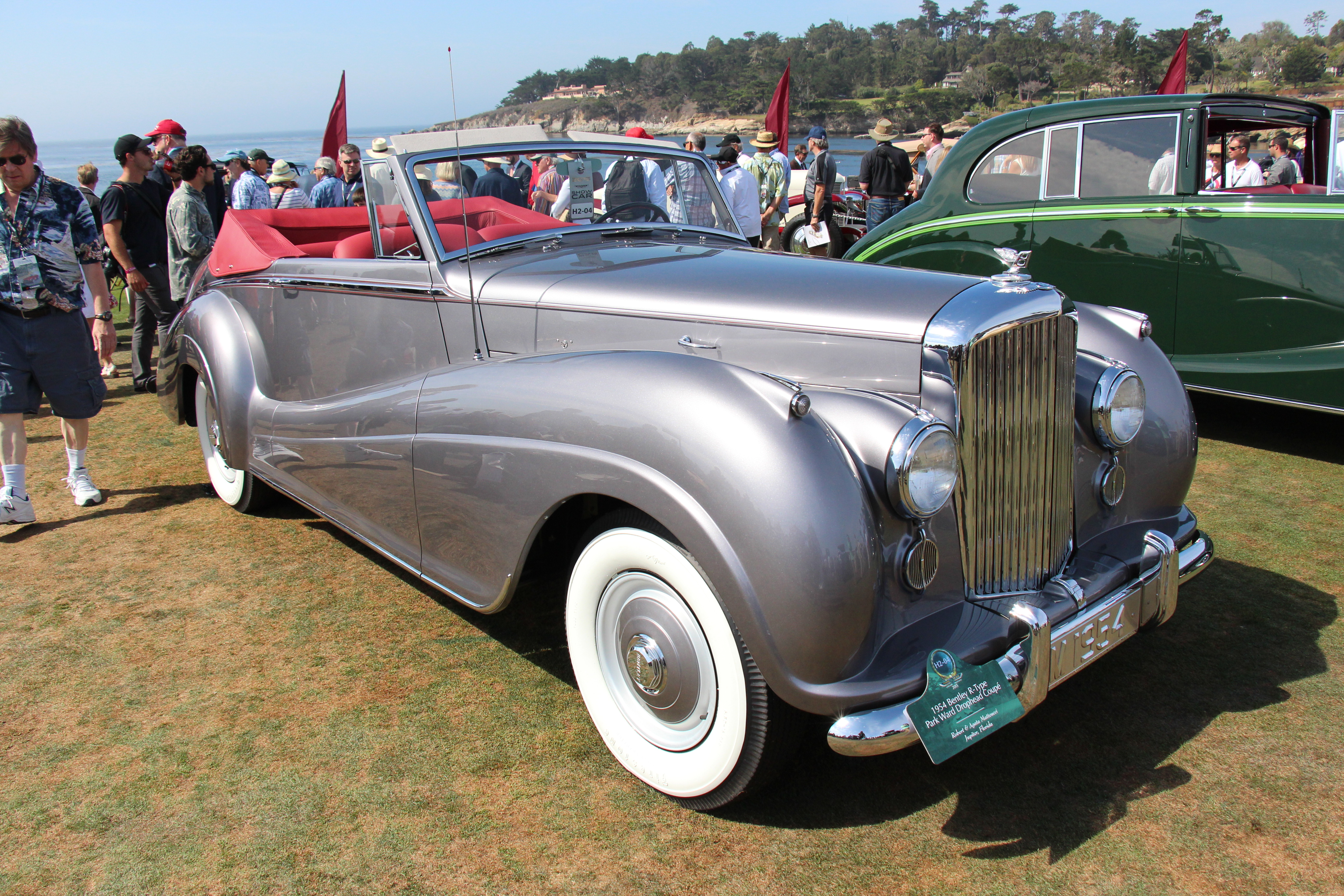
Cabriolet Park Ward 1954

En 1955, elle est remplacée par la Bentley S Type (Rolls-Royce Silver Cloud). Inspiratrice des actuelles Bentley Continental GT, sa rareté et son pédigrée en font à ce jour une des voitures de collections les plus recherchées et chères du monde, avec une cote à plus d'un million d'euros pour les modèles les plus rares.

### Motorisation
Le moteur six cylindres en ligne Rolls-Royce des Bentley Mark VI précédentes, et Rolls-Royce Silver Dawn, est équipé d'un double carburateur SU H6, et passe de 4,25 à 4,5 litres de cylindrée, pour environ 150 chevaux, une vitesse de pointe de base de 164 km/h, 0 à 100 km/h en 13 s 25, et une consommation de 18,2 l aux 100 km, avec boite de vitesses automatique Hydramatic de Cadillac (General Motors) en option, puis en série.

### Carrosserie
Les carrosseries Bentley et Bentley R Continental sont conçues par le chef designer Rolls-Royce John Polwhele Blatchley (également concepteur des modèles précédents et suivants). Il s'inspire d'une version de Bentley 4¼ Litre « Embericos » de 1939, des designers Marcel Pourtout et Georges Paulin, engagée aux 24 Heures du Mans 1949, 1950, et 1951. 

Quelque coupé sport et course
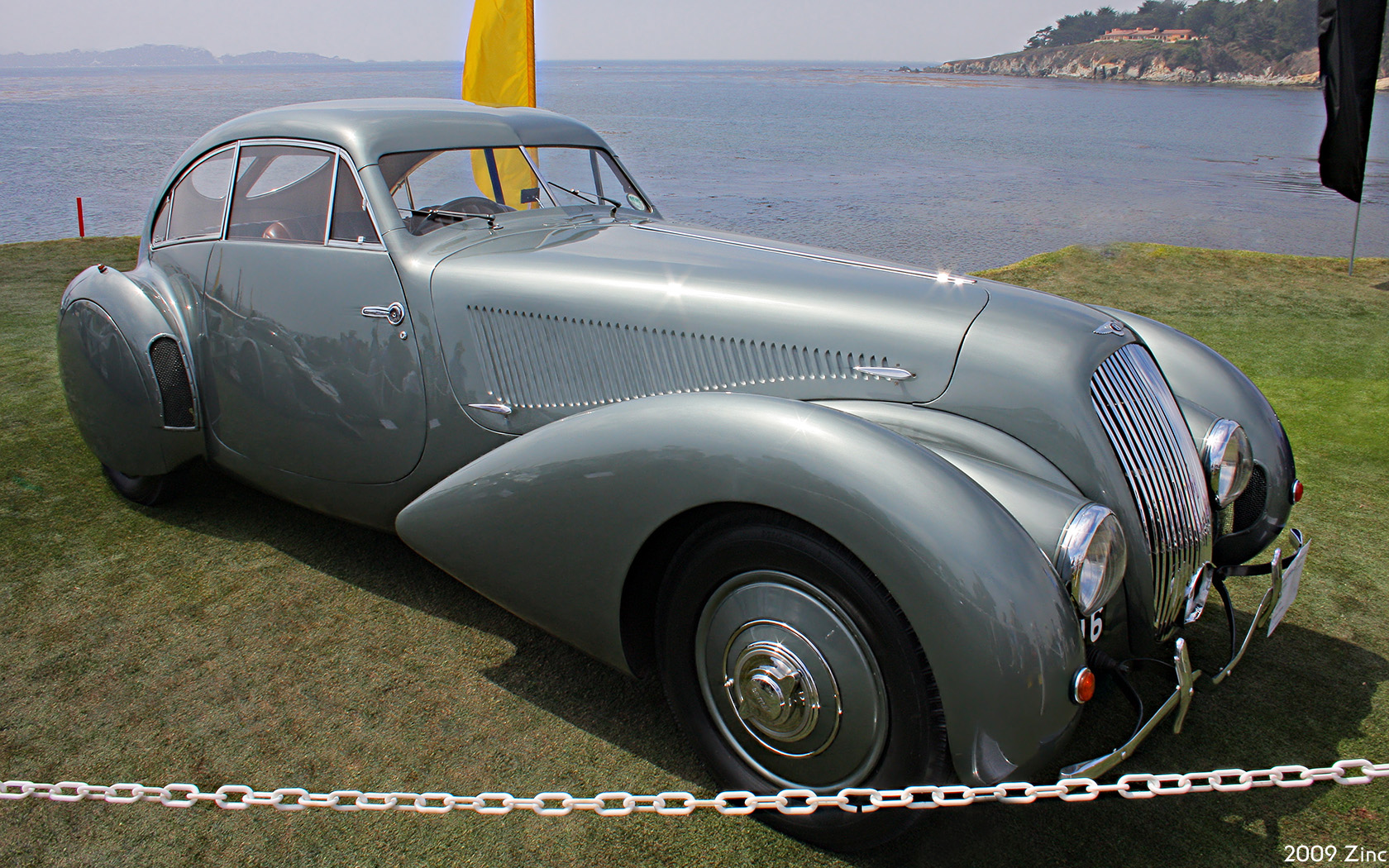
Bentley 4¼ Litre « Embericos » originale de 1939, des designers Marcel Pourtout et Georges Paulin
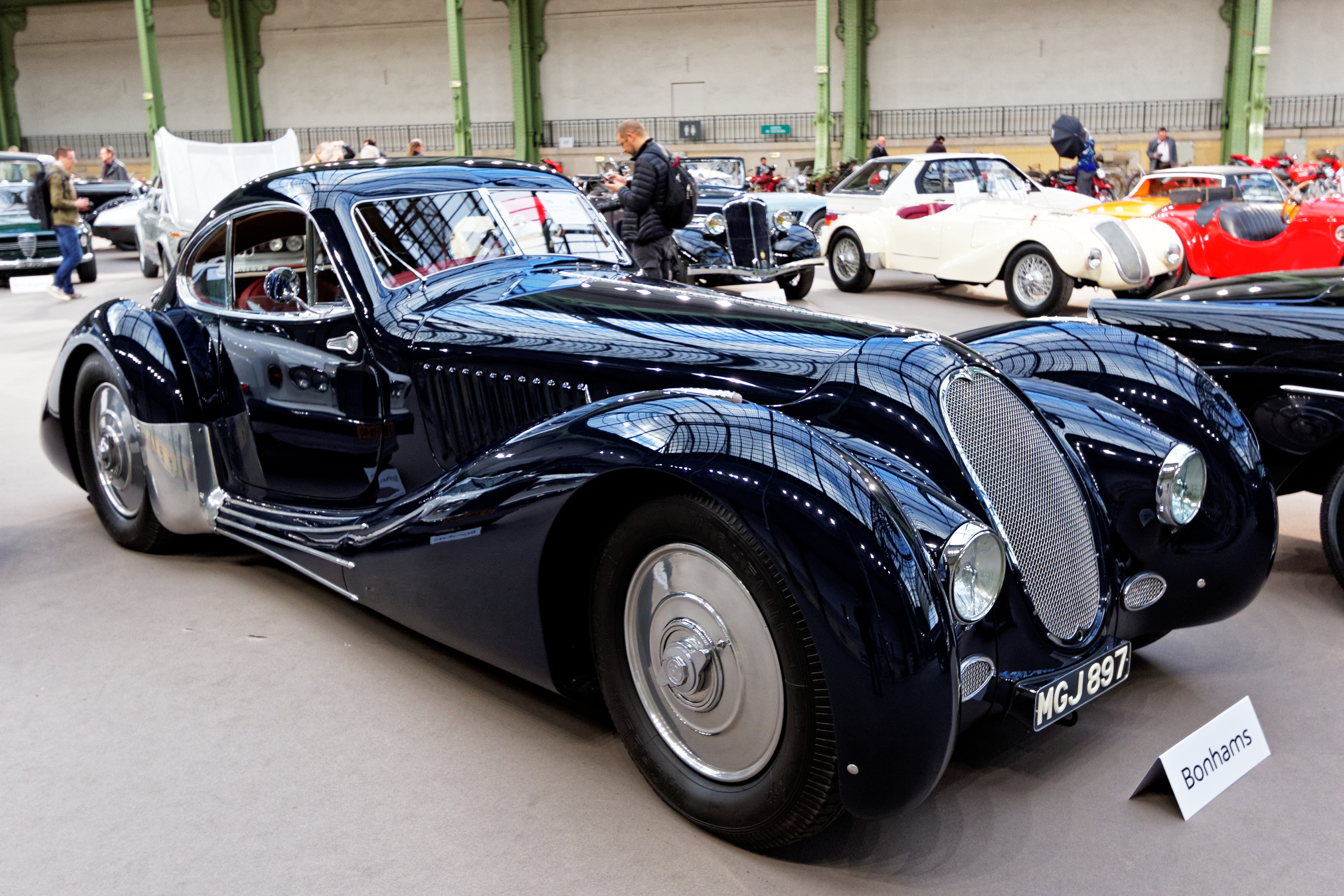
Bentley R-Type Petersen 6½ Litre Dartmoor coupé 1951
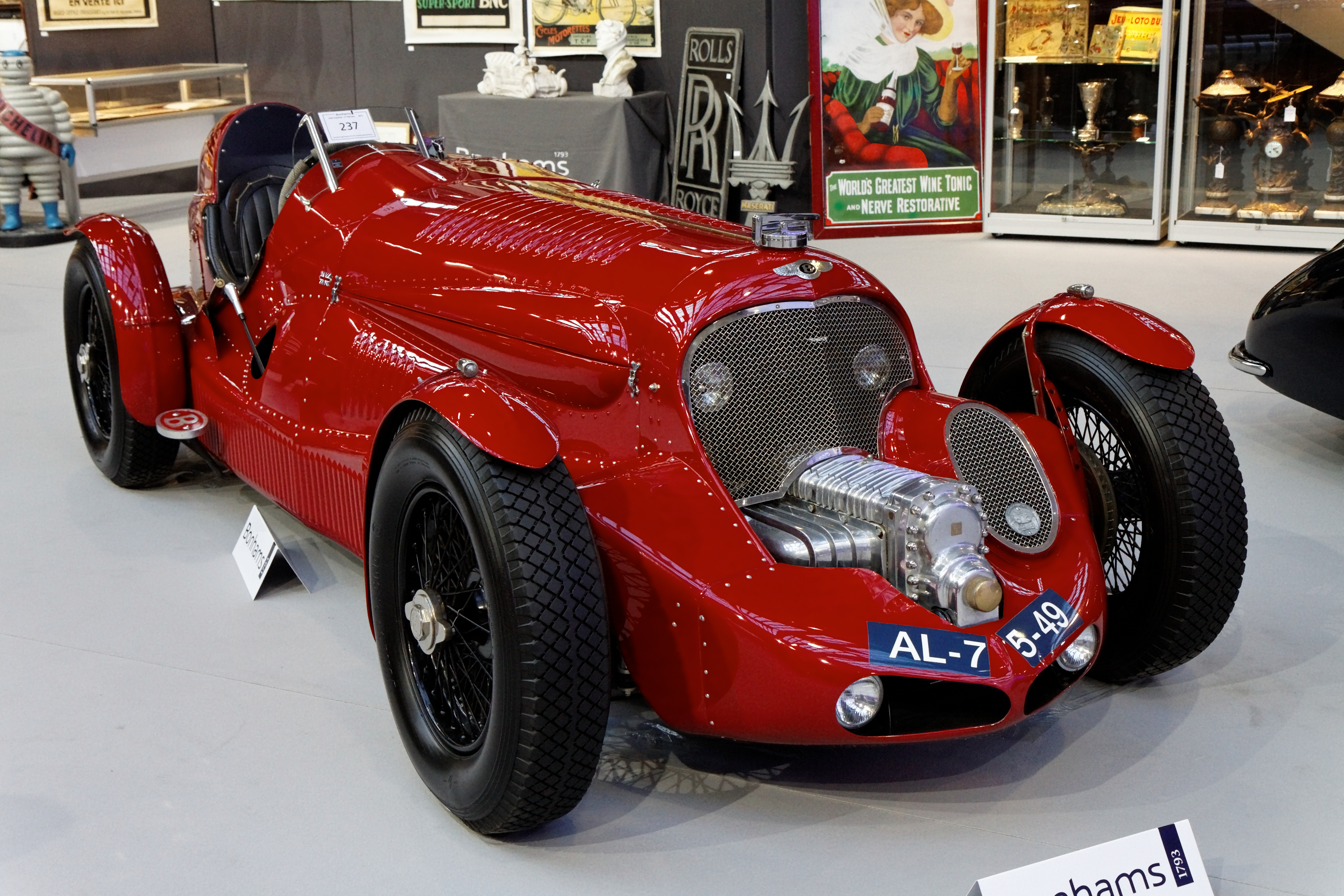
Bentley R-Type Petersen 6½-Litre à compresseur de course 1953
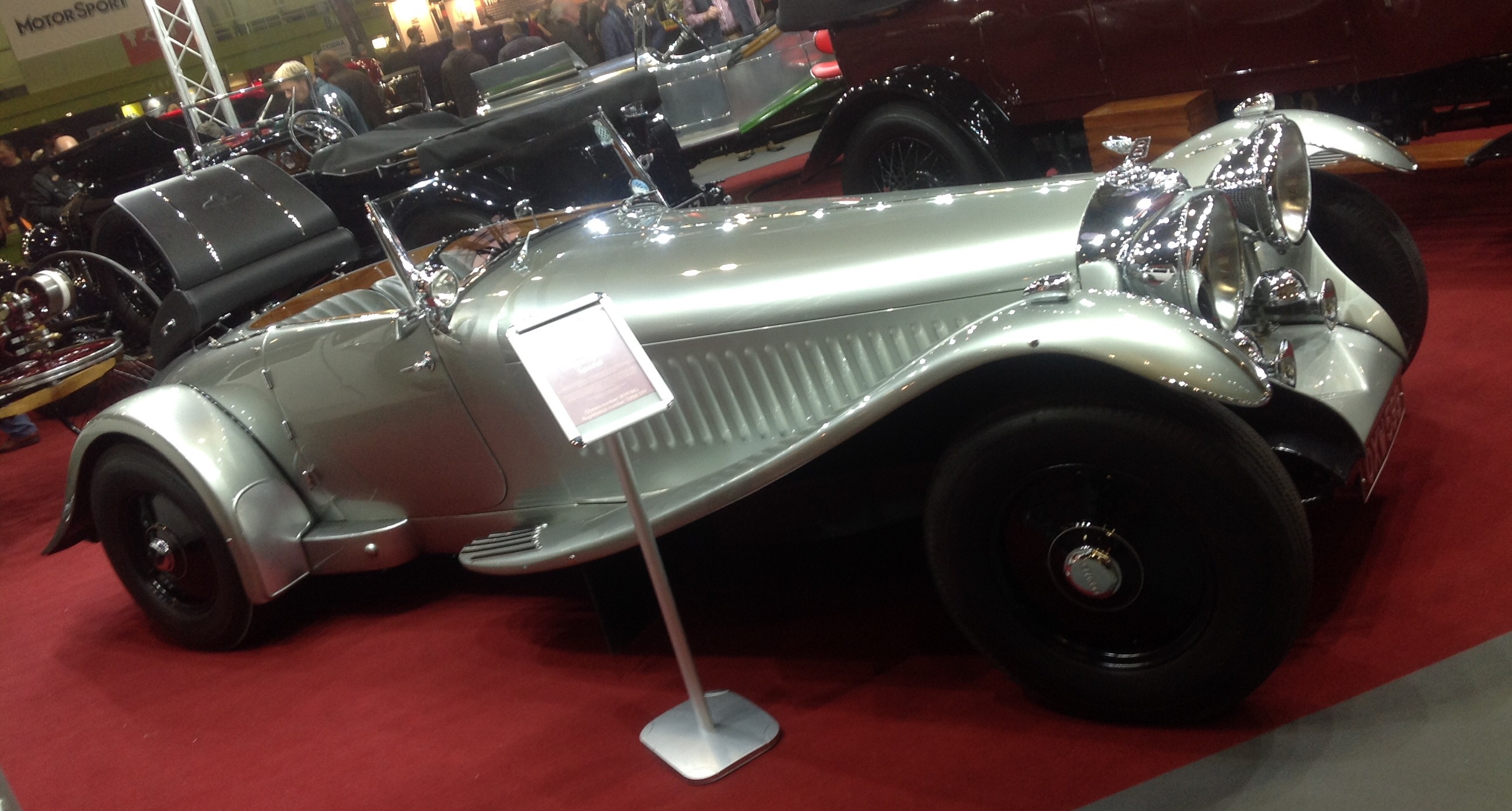
Bentley R-Type Sports Special 1954

Le châssis moteur est également vendu nu, et carrossé par de nombreux carrossiers designers indépendants de prestige de l'époque, au choix des clients, dont entre autres Park Ward, H. J. Mulliner & Co., James Young, Harold Radford, Freestone and Webb, Hooper (carrossier), Worblaufen, Abbott of Farnham, Graber, Marius Franay, Bertone, Pininfarina...

Quelques modèles Bentley continental
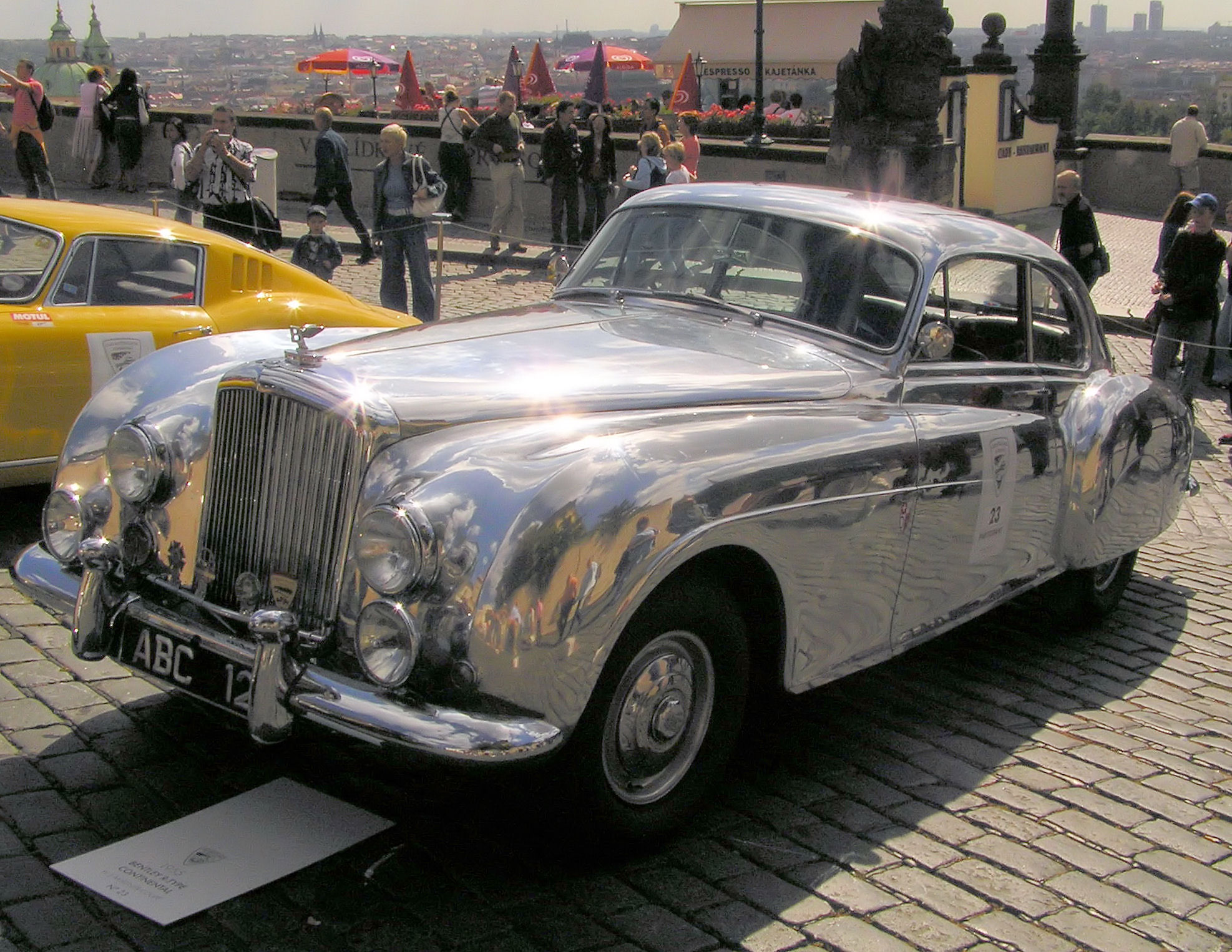
En argent 1955
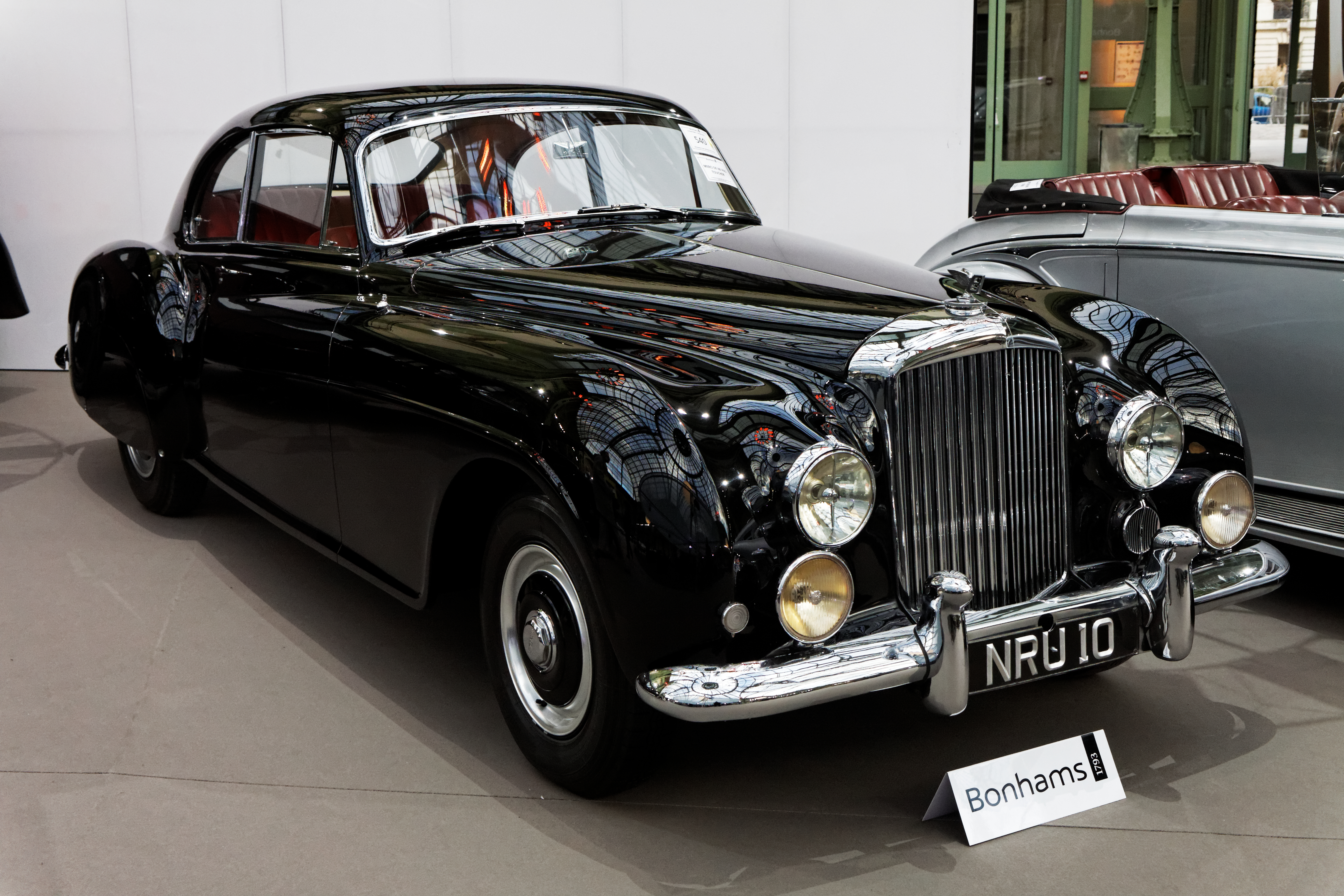
Sport Saloon 1953
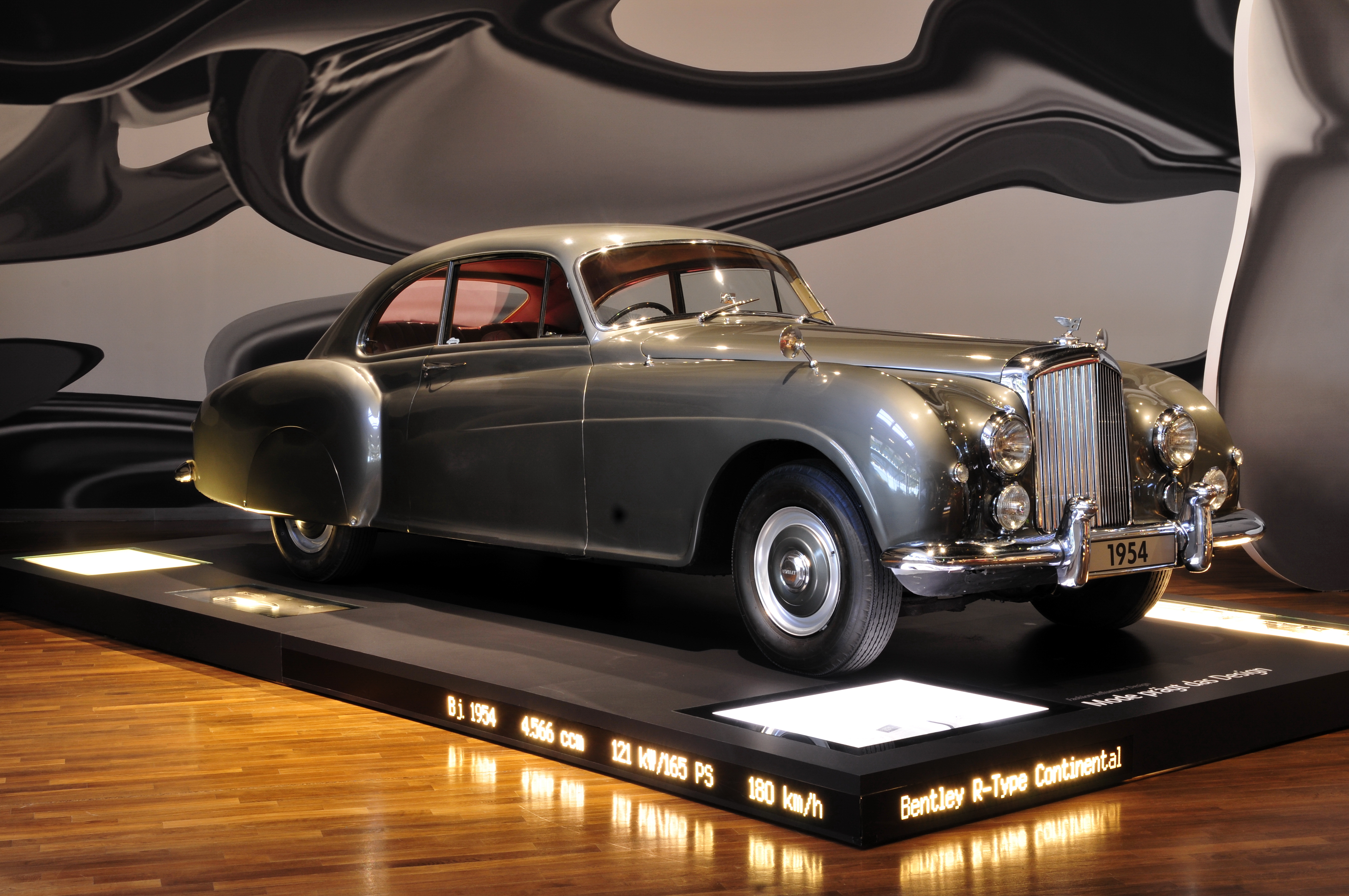
H. J. Mulliner & Co. (Autostadt)
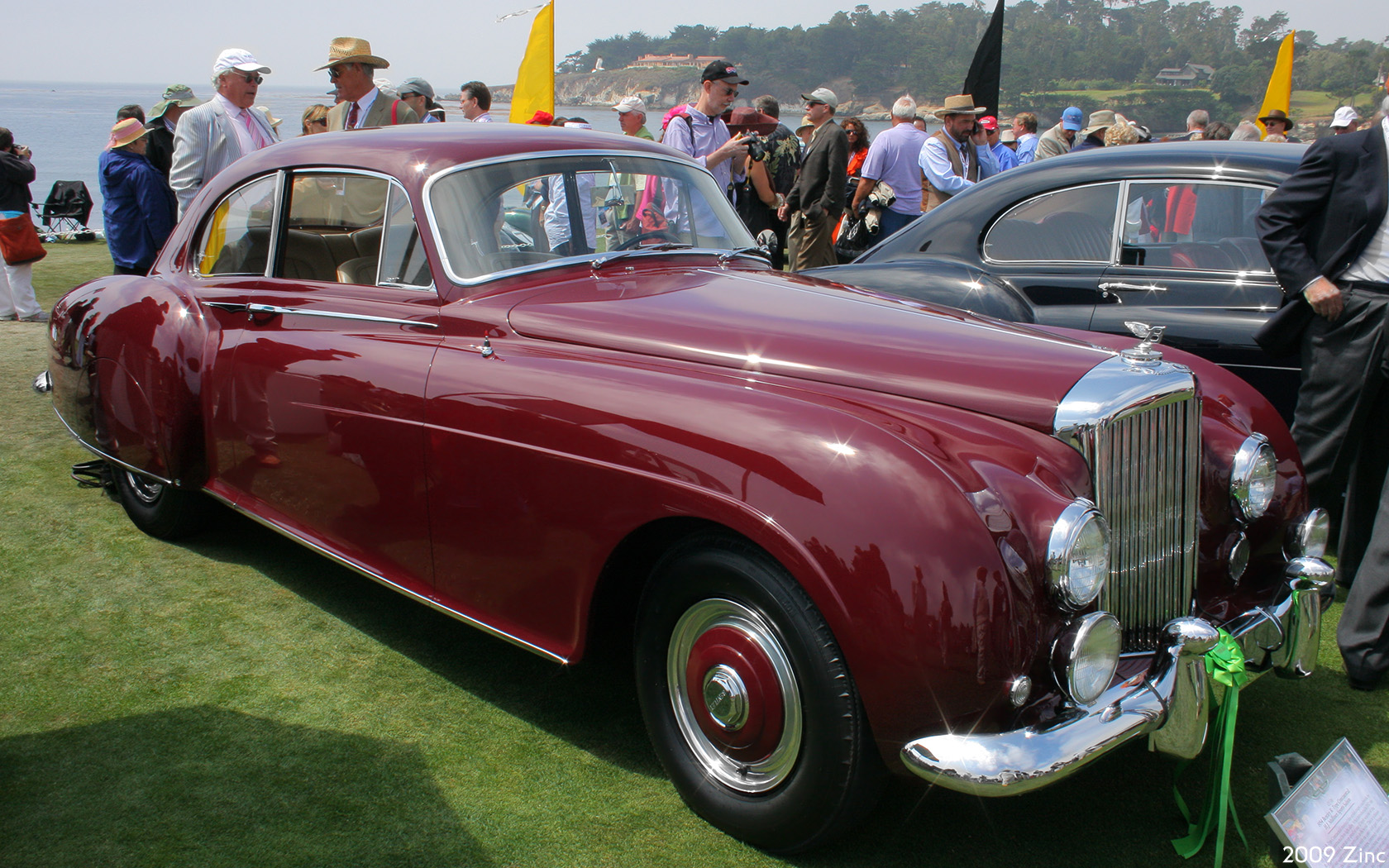
H. J. Mulliner & Co. 1954
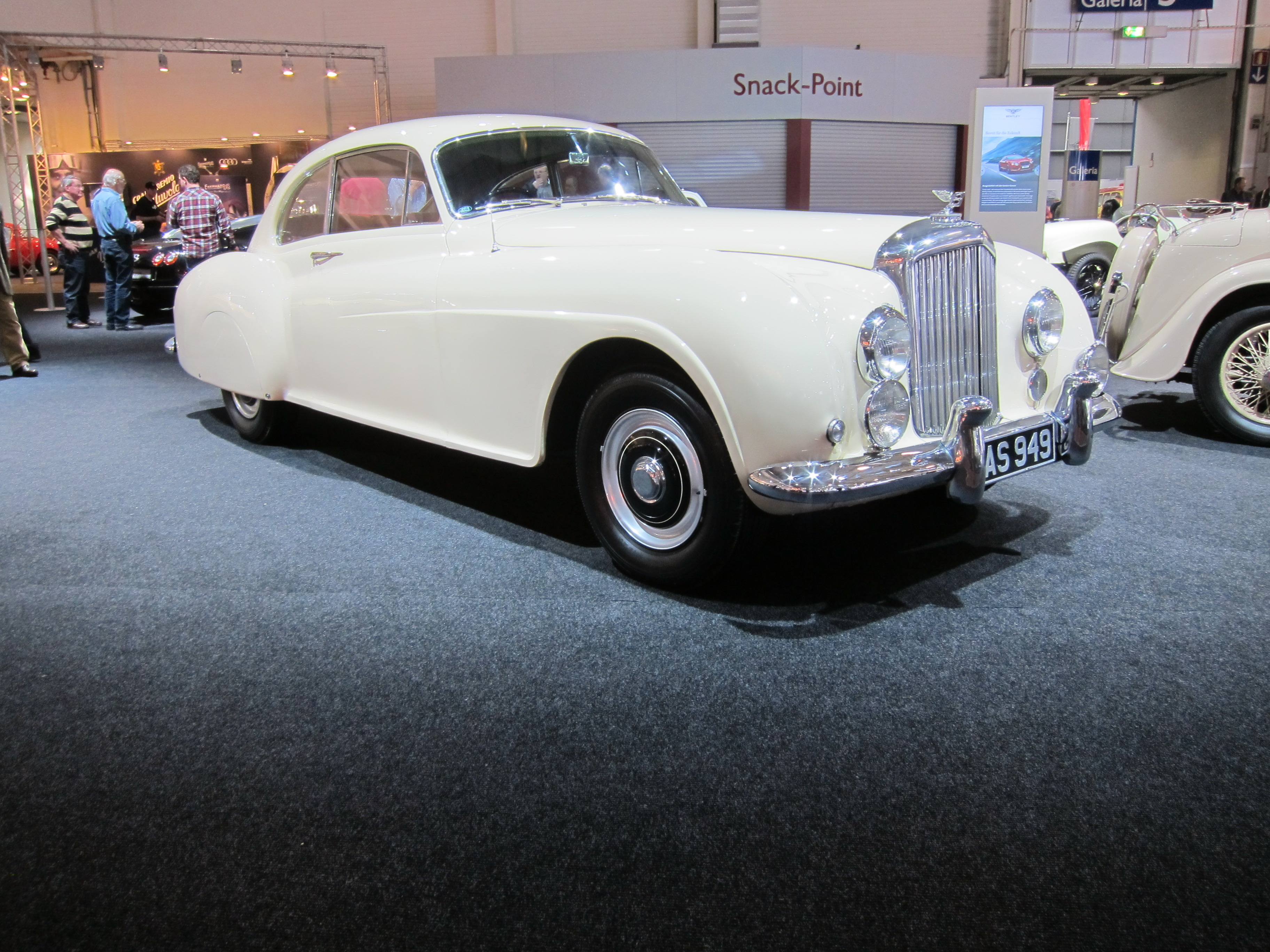
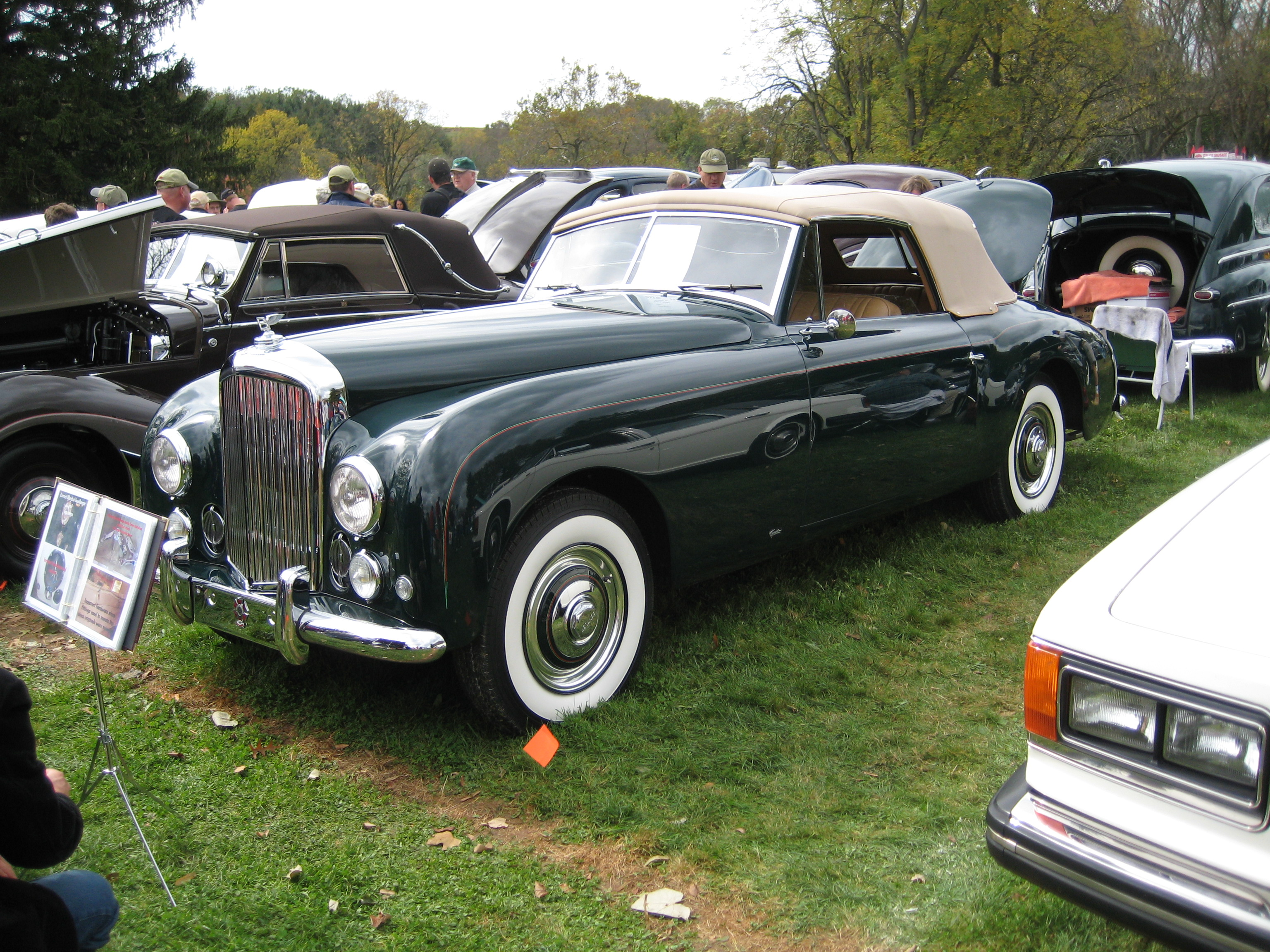
Graber
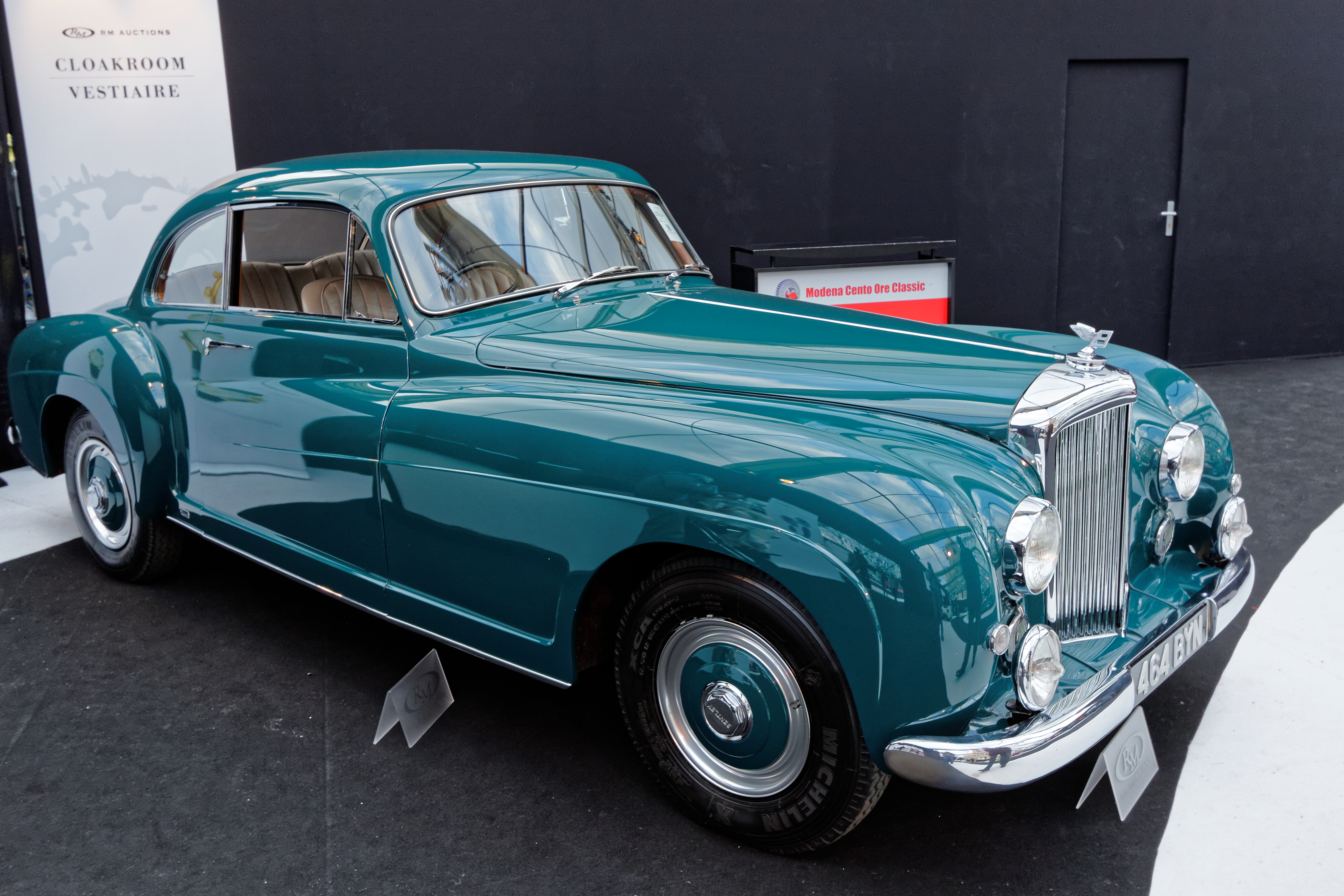
Marius Franay 1955
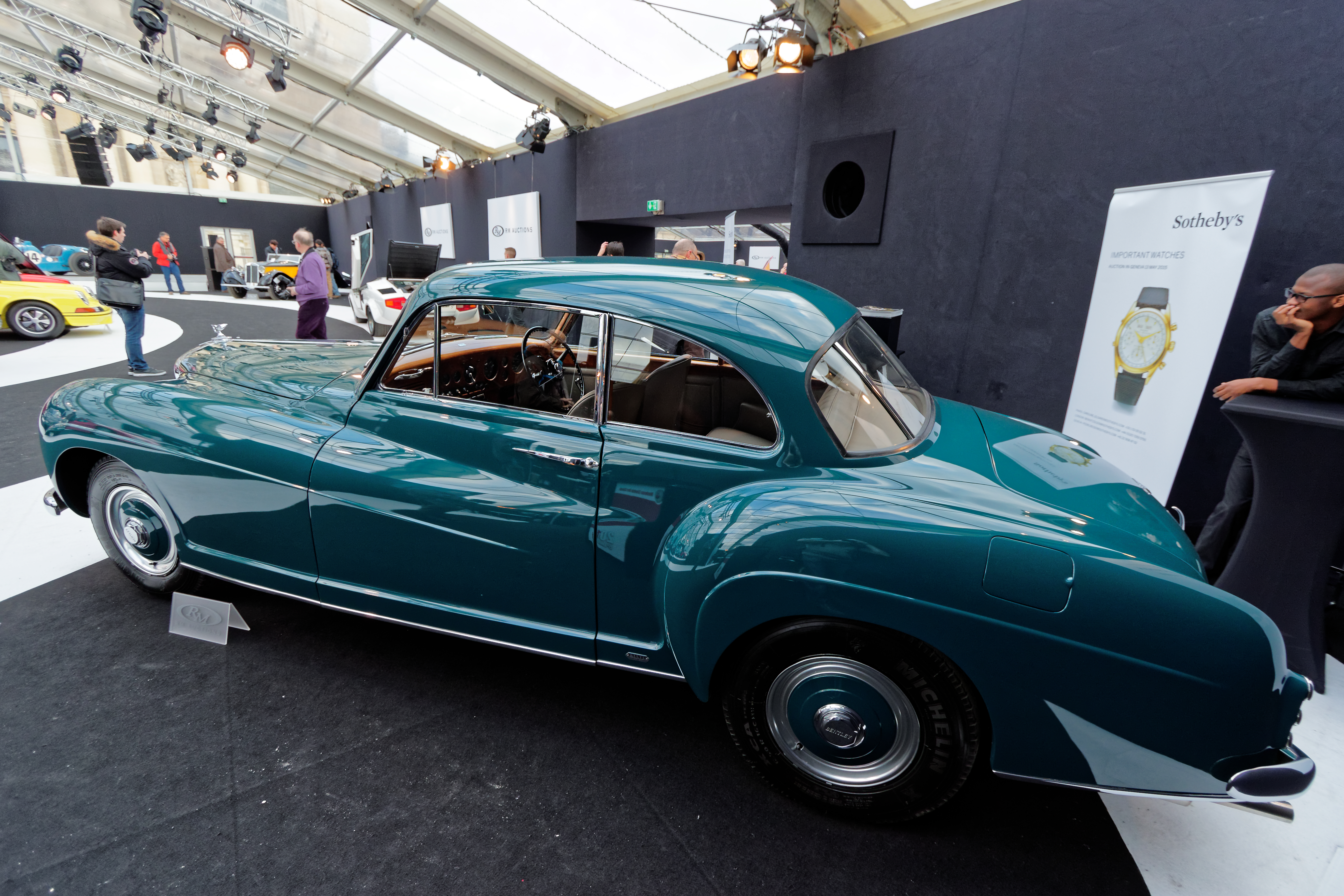
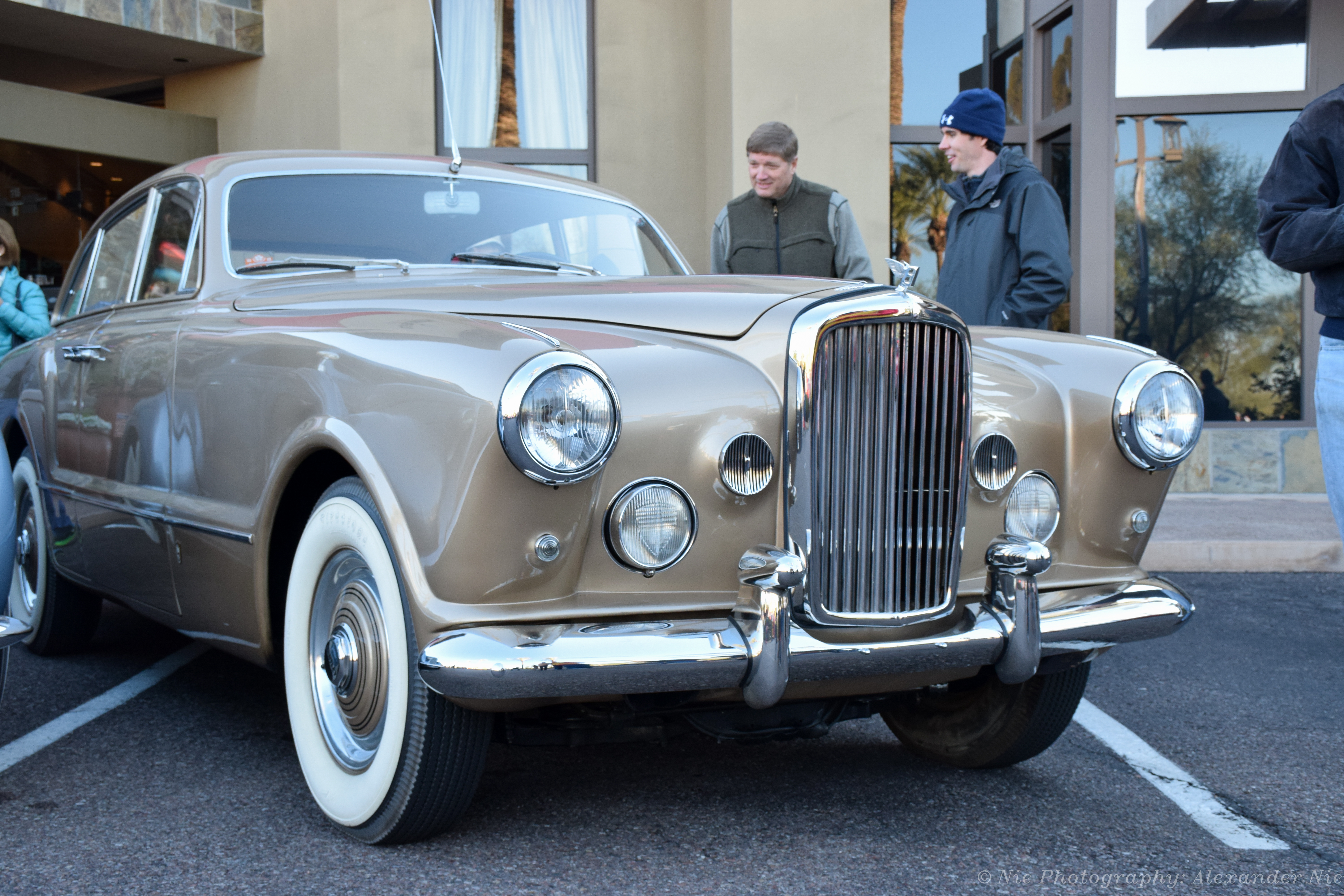
Bertone 1953
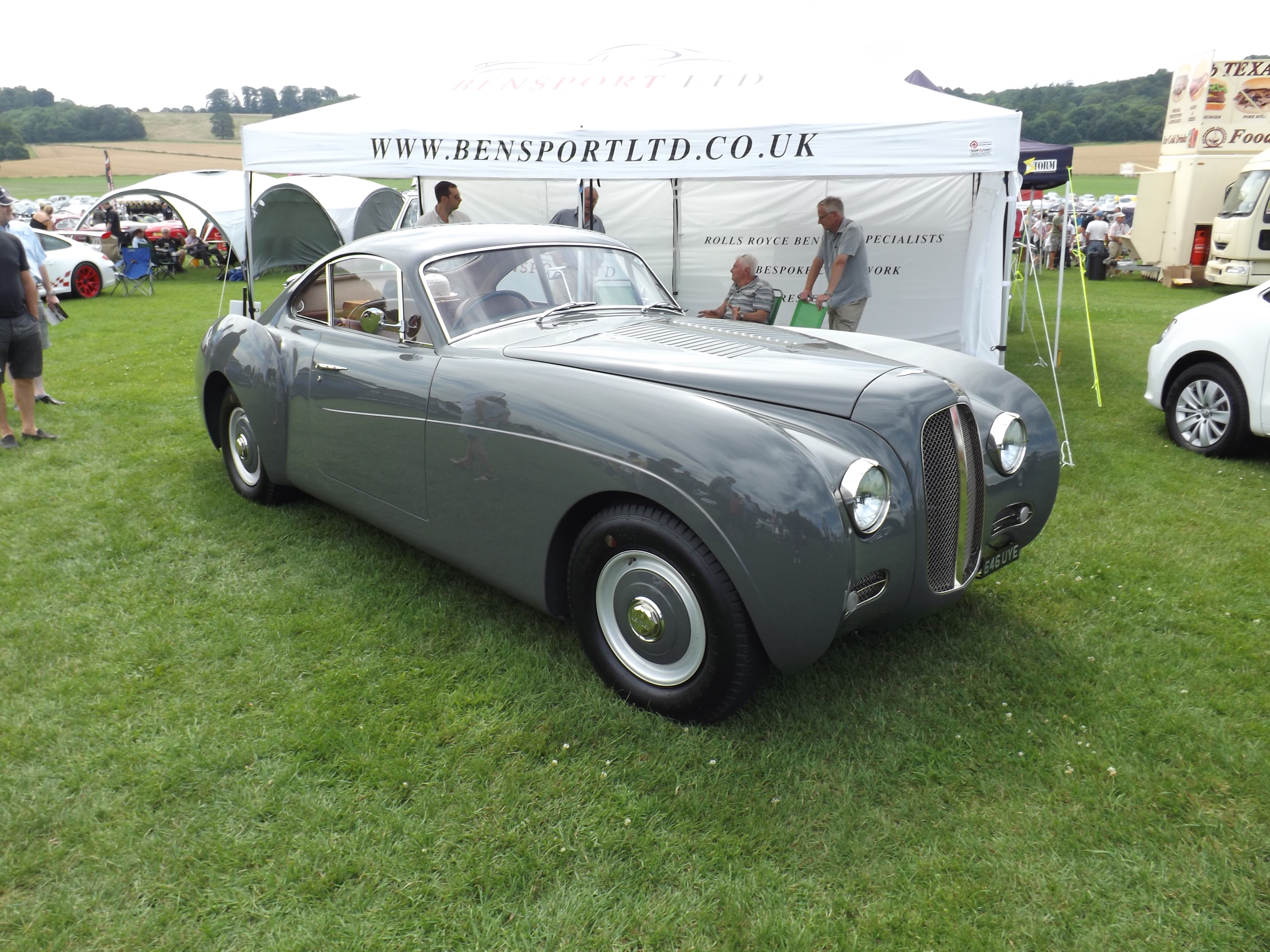
Bensport Ltd La Sarthe